# المعالي الرياضي بسجنان
المعالي الرياضي بسجنان هو نادي كرة قدم تونسي.